# Йокеріт
«Йокеріт» (фін. Jokerit) — хокейний клуб із м. Гельсінкі, Фінляндія. Заснований у 1967 році. Виступає в чемпіонаті СМ-ліги.
Чемпіон Фінляндії (1973, 1992, 1994, 1996, 1997, 2002), срібний призер (1971, 1983, 1995, 2000, 2005, 2007), бронзовий призер (1998, 2012). Володар Кубка європейських чемпіонів (1995, 1996). Володар Континентального кубка (2003).
Неодноразово брав участь у Кубку Шпенглера.
Домашні ігри команда проводить у спортивному комплексі «Hartwall Arena» (13 464 глядачі). Офіційні кольори клубу — червоний і жовтий.
Найсильніші гравці різних років:
- воротарі: Йорма Валтонен, Ганну Камппурі, Раулі Сольман, Маркус Кеттерер, Арі Суландер, Карі Легтонен;
- захисники: Ільпо Коскела, Йоуко Ейстіля, Сеппо Суораніємі, Тімо Саарі, Маркус Легто, Валттері Іммонен, Ерік Гямяляйнен, Міка Стремберг, Янне Нійнімаа, Антті-Юссі Ніємі, Микола Макаров;
- нападники: Тімо Сутінен, Генрі Леппя, Лаурі Мононен, Тімо Турунен, Йорма Пелтонен, Ярі Капанен, Велі-Пекка Кетола, Ярі Куррі, Ярі Ліндгрен, Арто Сірвійо, Тоні Аріма, Ярі Ліндроос, Теему Селянне, Кеййо Сяйлюноя, Юга Ілонен, Антті Термянен, Пасі Сормунен, Міка Ніємінен, Петрі Варіс, Отакар Янецький, Юга Лінд, Антті Аалто, Вілле Пельтонен, Бейтс Батталья.

Найбільших успіхів, працюючи в «Йокеріті», досяг тренер Ганну Аравірта.